# Giekau
Giekau est une commune allemande du Schleswig-Holstein, située dans l'arrondissement de Plön, à six kilomètres au nord-ouest de la ville de Lütjenburg, sur la rive du Selenter See. Giekau fait partie de l'Amt Lütjenburg qui regroupe 15 communes autour de la ville du même nom.